# Toolbox Murders
Toolbox Murders är en amerikansk skräckfilm från 2003. Filmen ska inte förväxlas med The Toolbox Murders från 1978 som har ett liknande tema.

## Handling
När ett gammalt hotell i Hollywood ska renoveras, sker ett antal märkliga dödsfall.

## Rollista (urval)
Skådespelarna i filmen var:
- Angela Bettis - Nell Barrows
- Brent Roam - Steven Barrows
- Marco Rodríguez - Luis Saucedo
- Rance Howard - Chas Rooker
- Juliet Landau - Julia Cunningham
- Adam Gierasch - Ned Lundy
- Greg Travis - Byron McLieb
- Christopher Doyle - Coffin Baby
- Adam Weisman - Austin Sterling
- Christina Venuti - Jennifer
- Sara Downing - Saffron Kirby
- Jamison Reeves - Hudson
- Stephanie Silverman - Dora Sterling
- Alan Polonsky - Philip Sterling
- Charlie Paulson - Hans
- Eric Ladin - Johnny Turnbull
- Sheri Moon Zombie - Daisy Rain (som Sheri Moon)
- Price Carson - Officer Daniel Stone
- Carlease Burke - Officer Melody Jacobs
- Bob McMinn - Shadow Man
- Ralph Morris - Nells far